# Stabkirche Rollag

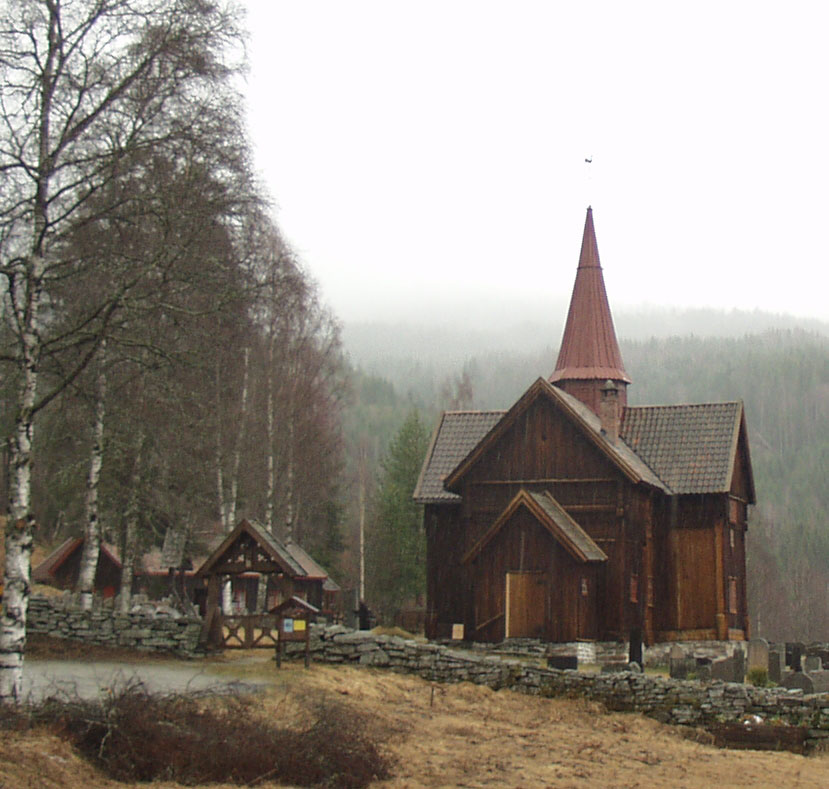
Stabkirche Rollag

Die Stabkirche Rollag ist eine norwegische Stabkirche und befindet sich etwa 50 Kilometer nordöstlich von Kongsberg in Rollag in der Provinz Buskerud in der Nähe des Flusses Lågen.

## Geschichte
Erstmals urkundlich erwähnt wurde sie 1425. Sie wurde im 17. und 18. Jahrhundert stark umgebaut und hat nur noch die Hauptkonstruktion aus Saumdielen, Liegestäbe, die Eckstäbe und einen Teil der Wandbretter aus dem Mittelalter. Ursprünglich hatte sie einen Laubengang.
Dokumentierte Umbauetappen:
- 1670: Ersetzung des Chores durch einen größeren in Blockbauweise.
- Nach 1690: Ergänzung mit einem Querschiff in Stabbauweise.
- 1760: Verlängerung der Kirche nach Westen und Erhöhung der Wände in Blockbauweise. Ergänzung eines neuen Dachreiters über der Chormitte.

Die Kirche wurde im 17. Jahrhundert mit Bänken versehen und bemalt; sie erhielt im 18. Jahrhundert eine Rokoko-Kanzel.